# Groenoordhallen
De Groenoordhallen was een complex van hallen voor veemarkten, concerten, sportevenementen en beurzen in de Nederlandse stad Leiden. De hallen maakten in 2012 plaats voor de bouw van een nieuwe woonwijk.
De Groenoordhallen lagen in de wijk Groenoord in Leiden-Noord tussen de Willem de Zwijgerlaan en de IJsselmeerlaan, de toegangsweg tot de Merenwijk.
Het complex bestond uit twee multifunctionele hallen, een restaurant en een kleine zaal, die samen onderdak konden bieden aan grote of kleinere evenementen als publieks- of vakbeurzen, concerten en (zakelijke) bijeenkomsten.
De "Van der Werfhal" had een oppervlakte van 5800 m². De "Groenoordhal" telde 7600 m². Door de vlakke vloer, de grote ruimte en dito toegangsdeuren was laden of lossen eenvoudig. Door de boogconstructie en een verwarmingsinstallatie was de temperatuur zomer en winter regelbaar.

## Geschiedenis
Het gebied waar de hallen stonden was eerder een landgoed met de naam 'Groenoord'.  
De eerste hal die gebouwd werd kwam in 1969 in gebruik als gemeentelijke veehal, onderkomen van de wekelijkse veemarkt. Het complex, dat in de loop der jaren was uitgebreid, werd in 1996 overgenomen door het recreatiebedrijf Libéma dat er nog een grote hal bijbouwde. 

### Veemarkt
De Groenoordhal werd gebouwd om onderdak te bieden aan de grote regionale veemarkt die hier vanaf 1969 werd gehouden. Hiervoor werd deze in het centrum van de stad gehouden in het gebied tussen de Beestenmarkt en de Lammermarkt (voor molen de Valk). De MKZ-crisis van 2001 maakte een eind aan de veemarkt in Leiden.

### Concerthal

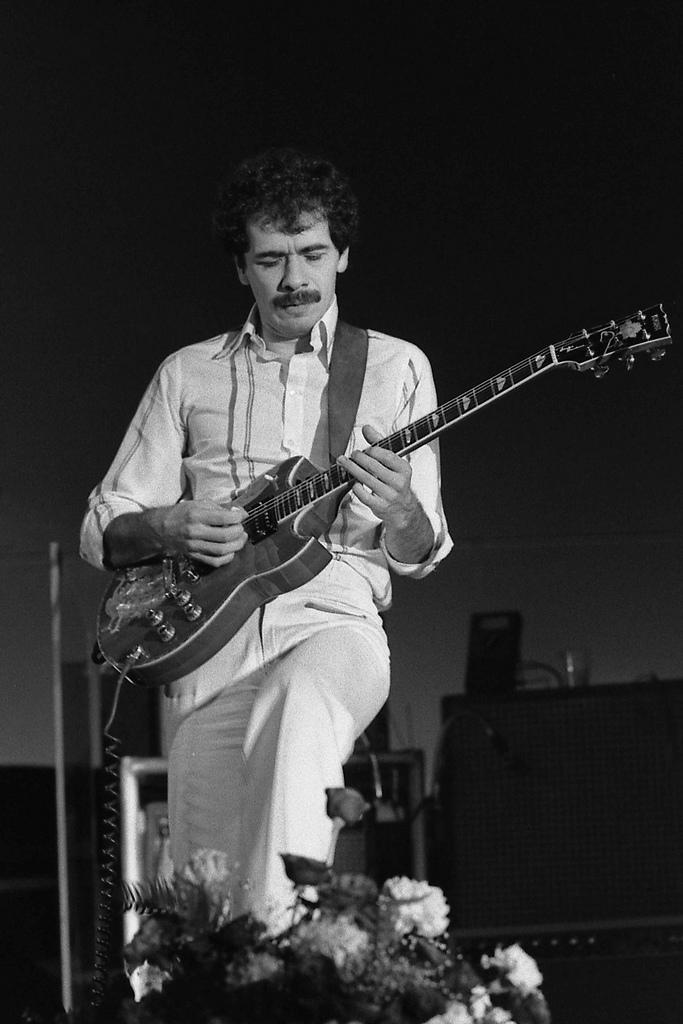
Santana in de Groenoordhallen (1978)

Naast de veemarkt stond de Groenoordhal vooral bekend als concertlocatie waar in het verleden verschillende grote artiesten
optraden. Enkele beroemdheden die in de hal te bewonderen waren, zijn: Status Quo (band), André Rieu & orkest, Anthrax, Backstreet Boys, Dio, Dire Straits, Fleetwood Mac, Genesis, Golden Earring, Iron Maiden, Kiss, Metallica, Queen (7x), Santana, The Osmonds, The Police en U2.

### Beurslocatie
De Groenoordhal werd ook vaak gebruikt als beurslocatie. De Leidato huishoudbeurs was een jaarlijks terugkerend evenement dat zeer bekend was in Leiden en omgeving. Een ander jaarlijks evenement was de kleindierenshow Beestenspul, die onder andere voor raskonijnen tot de belangrijkste van Nederland behoorde.

### Tentamenlocatie
De Groenoordhallen zijn vele jaren op doordeweekse dagen in gebruik geweest als tentamenlocatie. Met name de massale tentamens in het eerste en tweede jaar aan de Rechtenfaculteit van de Universiteit Leiden vonden steevast in de grote hal plaats. Vele honderden studenten zaten daar aan klaptafels hun tentamens te maken. In de wintermaanden was dat soms een koude aangelegenheid. Studenten moesten immers enkele uren achtereen stilzitten op hun plaats. Later zijn ook andere examens afgenomen in de Groenoordhallen, zoals de examens Makelaar. Dezelfde klaptafels werden dan gebruikt voor het neerzetten van de materialen voor het examen Bouwkunde. 

### Sporthal
Onder de namen Parker Leiden en Elmex Leiden behaalde BS Leiden meerdere successen in het nationale basketbal in de jaren 70 en 80. Bij grote wedstrijden werd de knusse Vijf Meihal verruild voor de Groenoordhal.
Het aantal van bijna 11.000 toeschouwers dat in april 1979 kwam kijken naar een wedstrijd tussen Parker en Nashua Den Bosch is nog altijd een nationaal record.
In 1978 startte de Tour de France vanuit de Groenoordhallen.
In 2006 werd er in de Groenoordhallen getennist. Het was een Davis Cup promotie/degradatie duel tussen Nederland en Tsjechië, Nederland verloor met 1-4 en degradeerde naar de Europees/Afrikaanse zone.
In de loop der jaren is zijn de Groenoordhallen ook voor andere sportdoeleinden gebruikt.
Zo organiseerde de NKS een jaarlijks terugkerend zaalvoetbaltoernooi in januari en werden er veel schoolsporttoernooien voor onder andere voetbal en handbal gehouden waar basisscholen uit de Leidse regio tegen elkaar uitkwamen.

## Sloop
De sloop ging in januari 2010 van start, maar pas in 2012 was het karwei voltooid. Alleen de Eschertoren en een gedeelte van Groenoordplaza bleven bewaard.